# Heinrich Laubmann
Heinrich Laubmann (* 2. Oktober 1865 in Lorenzreuth; † 7. Februar 1951 in Garchíng) war ein deutscher Chemiker und Mineraloge.

## Leben
Heinrich Laubmann wechselte von der Realschule in Wunsiedel an die Industrieschule in Nürnberg, um sich dort in der chemischen Abteilung auf ein Chemiestudium vorzubereiten. Bevor er 1884 an die Universität Erlangen ging, absolvierte er einen einjährigen Militärdienst. Ein Jahr später wechselte er nach Würzburg und wurde dort 1886 Vorlesungsassistent bei Emil Fischer. 1888 promovierte er bei Ludwig Knorr auf dem Gebiet der organischen Chemie (Thema: Notiz über das erste 5-Diphenylpyrazolin) mit summa cum laude.
Er hatte sich zeitgleich mit der Mineralogie befasst, ging aber nach dem Studienabschluss in die chemische Industrie. Er blieb Privatassistent von Knorr und wechselte mit ihm zum Wintersemester 1890/91 nach Jena. Später begann er bei den Höchster Farbwerken und wurde dort Abteilungsleiter. Mit seiner Pensionierung 1912 widmete er sich wieder der Mineralogie. 
Ab 1912 war er ehrenamtlich an der Geologischen Landesanstalt in München tätig. 1920 beschrieb er gemeinsam mit Hermann Steinmetz erstmals ein neuentdecktes Gesteins im Bergwerk Hagendorf-Nord (Grube Meixner) bei Hagendorf (Gemeinde Waidhaus) in der Oberpfalz (Bayern). Sie benannten es Phosphophyllit. 1922 beschrieb er ein monokrinprismatisches Mineral, welches er zu Ehren von Ernst Weinschenk Weinschenkit nannte. Seine Forschung bezog sich u. a. auf Kalksilikatfelsen in Bayern, Mineralfunde im Fichtelgebirge und Phospatmineralien auf Pegmatiten im Bayerischen Wald. 
Nach ihm wurde 1949 durch Clifford Frondel ein Mineral mit dem Namen Laubmannit benannt, das sich bei späteren Neu-Untersuchungen als Gemenge aus Beraunit, Dufrénit und Kidwellit herausstellte. 1965 wurde durch Moore ein anderes Mineral als Laubmannit beschrieben.

## Werke (Auswahl)
- Mathias von Flurl, der Begründer der Geologie Bayerns. Bayerische Akademie der Wissenschaften, München, 1919.
- gemeinsam mit Hermann Steinmetz: Phosphatführende Pegmatite des Oberpfälzer und Bayerischen Waldes. Engelmann, Leipzig, 1920.
- als Verfasser: Abriss der Geologie von Bayern und der angrenzenden süddeutschen, tirolischen und Schweizer Gebiete in 7 Abteilungen. Ab 1923, R. Oldenbourg und Piloty & Loehle.
- Die Minerallagerstätten von Bayern. Piloty&Loehle, München, 1924.